# Beverly Hills 90210 (sæson 2)
Sæson 2 af Beverly Hills 90210, en amerikansk teenage drama tv-serie, begyndte den 11. juli 1991. Sæsonen blev afsluttet den 7. maj 1992 efter 28 episoder.
Sæsonen blev udgivet på DVD som en otte-disk boxed sæt under titlen "Beverly Hills 90210: The Complete Second Season" den 14. maj 2007 af CBS DVD. 

## Oversigt over handling
Brandon får et nyt sommerjob i Beverly Hills Beach Club og møder en pige ved navn Emily Valentine . Dylans far bliver dømt til fængsel. Kellys mor (Jackie) forelsker sig i Davids far og Jackie finder ud af at hun er gravid. Brenda finder ud af, at hun ikke er gravid og beslutter at afslutte sin romance med Dylan, der starter op igen senere på sæsonen og Andrea løber ind i nogle problemer, da skolen kunne finde ud af, at hun bor uden for skoledistriktet.

## Episoder
| Episode i sæson | Episode i serie | Originalt episode navn                    | Dansk episode navn                   | Amerikanske tv-premiere dato | Handling | Instrueret af     | Skrevet af                      |
| --------------- | --------------- | ----------------------------------------- | ------------------------------------ | ---------------------------- | --- | ----------------- | ------------------------------- |
| 1. afsnit       | 23. afsnit      | Beach Blanket Brandon                     | Solbrændt Brandon                    | 11. juli 1991                | I sommerferien vil Brandon arbejde for at tjene nok penge til at købe en 1965 Mustang konvertible. For at gøre det, siger han op på Peach Pit og sætter ud for at finde et højere betalt job. Han bliver ansat som en cabana dreng på Beverly Hills Beach Club. Efter at have taget en hjemme graviditetstest, tager Kelly Brenda til gynækolog, hvor sandheden om, hvorvidt hun er gravid eller ej, hvor resultatet betyder enden for Brenda og Dylans forhold. | Charles Braverman | Darren Star                     |
| 2. afsnit       | 24. afsnit      | The Party Fish                            | Festfisken                           | 18. juli 1991                | Mens han arbejdede på Beverly Hills Beach Club,møder Brandon Jerry Ratinger der ansætter ham som chauffør for hans kone. Brandon møder og kysser en pige, men finder ud af, at hun er Jerrys elskerinde. David, Andrea, Brenda og Donna går til deres dramaklasse. | Daniel Attias     | Charles Rosin                   |
| 3. afsnit       | 25. afsnit      | Summer Storm                              | Sommerstorm                          | 25. juli 1991                | Dylan er ud at surfe i farlige farvande og kommer til skade i en storm. Walsh-familien tager med ham til hospitalet, hvor Jim bliver rasende, da han fanger Brenda i at kysse Dylan. Andrea, Donna, David og Brenda fortsætte deres dramaklasse, hvor de øver Romeo og Julie, hvor Donna er Romeo og David er Julie. | Charles Braverman | Steve Wasserman & Jessica Klein |
| 4. afsnit       | 26. afsnit      | Anaconda                                  | Anakonda                             | 1. august 1991               | Jim synes, at Dylan skal tage til Hawaii og besøge sin mor. Steve og Brandon organisere efter mørkets frembrud pokerspil på strandklubben, og teenagerne nyder at klæde sig som storspillere fra fortiden. Men da et indbrud sker, er deres ordning udsat, og en fattig Dylan er figurer som den hovedmistænkte. Brenda og Donna solbader, for de håber på den perfekte kulør, men en søvnig Brenda bliver slemt solbrændt.                                      | Daniel Attias     | Jonathan Roberts                |
| 5. afsnit       | 27. afsnit      | Play It Again, David                      | Spil det igen, David                 | 8. august 1991               | Davids far og Kellys mor mødes, da Jackie brækker en tand, og begynder at date, til stor glæde for David og ærgrelse for Kelly. I mellemtiden kan Brenda ikke holde tanker om Dylan ud af hendes sind, mens han er på Hawaii. | Charles Braverman | Sherri Ziff                     |
| 6. afsnit       | 28. afsnit      | Pass/Not Pass                             | Pas/Ikke pas                         | 15. august 1991              | Brandon har endelig sparet nok penge til at få sin drømme bil og køber den mod sin fars råd og ønske. Desværre for Brandon, bryder bilen kun få minutter efter at have forladt forhandleren. Jim er både vred og skuffet over sin søns heftig beslutning og debatter om, hvorvidt han skal hjælpe sin søn. Både Brenda og Andrea udvikler følelser for deres dramalærer. Der udbryder en kamp mellem de to piger, da han viser interesse for Andrea.             | Jefferson Kibbee  | Allison Adler                   |
| 7. afsnit       | 29. afsnit      | Camping Trip                              | Campingtur                           | 29. august 1991              | Kliken beslutter at de skal campingtur uden forældrene, men både vejret og campingvognen er ikke, hvad de forventede. | Jeff Melman       | Karen Rosi                      |
| 8. afsnit       | 30. afsnit      | Wild Fire                                 | Løbeild                              | 12. september 1991           | Den nye studerende Emily Valentine ankommer til West Beverly og indtager gutterne, især Brandon og Dylan. Scott vender tilbage fra Oklahoma, og konstaterer, at hans venskab med den nyligt populære David er væsentligt afkølet. | Daniel Attias     | Steve Wasserman & Jessica Klein |
| 9. afsnit       | 31. afsnit      | Ashes to Ashes                            | Aske til aske                        | 19. september 1991           | Skolebladet finder en ny fotograf, Robinson Ash III, der er glad for at få jobbet, men er ikke så begejstret for sin velkomst til Beverly Hills. Walsh familien prøver et nyt alarmsystem til deres hjem, men er mere en hindring end en hjælp. | Charles Braverman | Charles Rosin & Judi Ann Mason  |
| 10. afsnit      | 32. afsnit      | Necessity Is a Mother                     | En mor er nødvendig                  | 26. september 1991           | Dylans mor, Iris, gør et overraskende besøg i Beverly Hills i håbet om at starte på en frisk med sin fremmedgjorte søn. Sin mors tilbagevenden fører Dylan tilbage til flasken. Donna og Steve eksperimentere med aktiemarkedet, og Donna viser sig at have en overraskende evne til at udplukke succesfulde aktier. | Jefferson Kibbee  | Steve Wasserman & Jessica Klein |
| 11. afsnit      | 33. afsnit      | Leading From The Heart                    | Lyt til hjertet                      | 10. oktober 1991             | En sød Walsh fætter, der sidder i rullestol, kommer for at bo hos Walsh familien, og han og Kelly falder for hinanden. Brenda er ikke alt for glad for forholdet, da hun er sikker at den lunefulde Kelly vil miste interessen lige så snart nyhedsværdien aftager. Brenda endelig får sit kørekort, og David udvikler følelser for Donna. | Daniel Attias     | Darren Star                     |
| 12. afsnit      | 34. afsnit      | Down and Out of District in Beverly Hills | Ned og ud af Beverly Hills' distrikt | 17. oktober 1991             | Steve nye kæreste være mere interesseret i hans penge end i ham. Andrea 's succes i en teenager journalistkonkurrence udstiller det faktum, at hun lever uden for skoledistriktet, der kompliceres yderligere af hendes bedstemor nægter at lyve om hendes boligsituation. | Charles Braverman | Karen Rosin & Allison Adler     |
| 13. afsnit      | 35. afsnit      | Halloween                                 | Allehelgenesaften                    | 31. oktober 1991             | Brandon og Emily tager hendes to små fætre med til trick-or-treaing, men mister dem undervejs. David og Scott beslutter at deltage i en årlig æggekamp, en Halloween tradition for de tidligere bedste venner. Kelly oplever et seksuelt overgreb til fest. | Michael Katleman  | Jonathan Roberts                |
| 14. afsnit      | 36. afsnit      | The Next 50 Years                         | De næste 50 år                       | 7. november 1991             | Scotts surpisefødselsdagfest, bliver fatal for ham. Andrea bliver jaloux på Brandons interesse af Emily. | Daniel Attias     | Karen Rosin & Charles Rosin     |
| 15. afsnit      | 37. afsnit      | U4EA                                      | U4EA                                 | 14. november 1991            | Emily introducerer Brandon til en verden af narkotika. Steve og Andrea har en eventyrlig aften sammen. | Charles Braverman | Allison Adler                   |
| 16. afsnit      | 38. afsnit      | My Desperate Valentine                    | Min desperate Valentine              | 21. november 1991            | Emily desperate ønske om at vinde Brandons kærlighed tilbage, og det driver hende ud i en besættelse, der sætter hele Walsh familien i fare. Brenda bekymret for, at hun og Dylan bruger for meget tid på at flade ud og opfordrer ham til at deltage i kulturelle arrangementer med hende. | Jeff Melman       | Michael Swerdlick               |
| 17. afsnit      | 39. afsnit      | Chuckie's Back                            | Chuckie er tilbage                   | 12. december 1991            | Da Samantha Sanders får en henvendelse fra producenterne til at lave et genforeningsshow af hendes gamle sitcom, er hun opstemt. Det eneste problem er, at hun har brug for Steve til at blive venner med hendes tv-søn, Chuckie, der viser sig at være mere end svært. Med en kamp med Chuckie, og en suspension fra skolen topper hans ønske om at finde sine biologiske forældre. Donna beslutter sig for at deltage i ballet med David.                      | Bradley Gross     | Steve Wasserman & Jessica Klein |
| 18. afsnit      | 40. afsnit      | A Walsh Family Christmas                  | Familien Walsh's jul                 | 19. december 1991            | Steve ankommer til New Mexico og møder hans bedstefar, der deler nyheden om hans biologiske mors skæbne. Famlien Walsh nyder alles selskab på Casa Walsh, herunder Julemanden. Dylan genopliver hans forhold til sin far ved at besøge ham i fængslet. | Darren Star       | Darren Star                     |
| 19. afsnit      | 41. afsnit      | Fire And Ice                              | Ild og is                            | 9. januar 1992               | Under forberedelserne til en ishockeykamp møder Brandon Trish, en professionel kunstskøjteløber med olympiske ambitioner. Gnisterne flyver, men romantik og skøjteløb skal ikke blandes. | Jeff Melman       | Carl Sautter                    |
| 20. afsnit      | 42. afsnit      | A Competitive Edge                        | En konkurrencefordel                 | 23. januar 1992              | Brandon går undercover for skolebladet, i håb om at finde steroidebrug på atletikholdet. Brendas mindre bilulykke bliver et stort problem for Jim. | David Carson      | Douglas Brooks West             |
| 21. afsnit      | 43. afsnit      | Everybody's Talkin' `Bout It              | Alle taler om det                    | 6. februar 1992              | Andrea tager initiativ til at uddele kondomer i skolen og kontroversielle spørgsmål fører til problemer blandt den sammentømret gruppe af venner. Nogle støtter, nogle er imod, og nogle bruger sagen til at fremme deres egne ønsker. Jackie har nogle overraskende nyheder for til sin egen datter. | Daniel Attias     | Karen Rosin & Charles Rosin     |
| 22. afsnit      | 44. afsnit      | Baby Makes Five                           | Baby laver fem                       | 13. februar 1992             | Kellys beslutning om at betro sig til sin veninde om hendes mors graviditet forvolder stor ravage i Mel og Jackies forhold. Brenda ser frem til en romantisk Valentinsdag med Dylan, der har en planlagt usædvanlig aften for dem. Andrea viser en fantastisk evne frem til at udplukke de vindende heste under en tur til væddeløbsbanen med Nat. | Bill D'Elia       | Steve Wasserman & Jessica Klein |
| 23. afsnit      | 45. afsnit      | Cardio Funk                               | Cardio Funk                          | 27. februar 1992             | Dylan og Brendas forhold bliver sat på prøve, da en ven fra Dylans fortid dukker op og begynder at hælde mere og mere på Dylan . Brenda er fristet af en sød kollegiedreng, især da Dylan er mere opmærksomme på hans gamle ven, end han er på hende. Nat køber en karaoke-maskine til Peach Pit, som er en indledende succes, men den nyhed aftager hurtigt. | Daniel Attias     | Steve Wasserman & Jessica Klei  |
| 24. afsnit      | 46. afsnit      | The Pit and The Pendulum                  | The Pit og pendulet                  | 19. marts 1992               | Da et udviklingsprojekt planlægger at lave et indkøbscenter er Peach Pit i fare. Brandon iscenesætter en protest i håb om at redde Peach Pit. Teenagerne deltager i et kollegiefest, men Brandon glemmer at klæde sig efter temaet. | Daniel Attias     | Larry Barber & Paul Barbe       |
| 25. afsnit      | 47. afsnit      | Meeting Mr. Pony                          | Møder hr. Pony                       | 8. april 1992                | Peach Pit bliver røvet en sen aften, og Brenda bliver berøvet med trusseler og magtanvendelse. Hun spiller udadtil glad og tapper, men lider hemmeligt om natten med flashbacks omkring røveriepisoden. | Bradley Gross     | Jonathan Lemkin                 |
| 26. afsnit      | 48. afsnit      | Things To Do On a Rainy Day               | Ting at lave på en regnverjsdag      | 23. april 1992               | Da en populær R'n'B band kommer til byen, forsøger kliken at vinde billetter over radioen, men deres indsats virker ikke. Den musikelskene David finder ud af, hvilket hotel bandet bor på, og gruppen beslutter at spille groupies for en dag. Donna finder mere end bandet, da hun får sin mor i en kompromitterende situation. | Bethany Rooney    | Jonathan Roberts & Maria Semple |
| 27. afsnit      | 49. afsnit      | Mexican Standoff                          | Mexicanske Standofft                 | 30. april 1992               | Brenda og Dylan planlægger en tur til Mexico, men deres planer bliver afværget, da Jim forbyder hende at gå. Hun sniger sig ud alligevel, men problemer med tolderne fortæller hendes far om hendes ulydigehed. | Bradley Gross     | Steve Wasserman & Jessica Klein |
| 28. afsnit      | 50. afsnit      | Wedding Bell Blues                        | Bryllupklokke-blues                  | 7. maj 1992                  | Jim tager til Mexico for at hente Brenda og forbyder hende at se Dylan ... permanent.Da VVS-problemer tvinger Jackie til at aflyse sit bryllup, tilbyder Walsh-familien at ligge hus til. | Charles Braverman | Darren Star                     |

## Skuespillerne i sæson 2

### Medvirkende
| Skuespiller        | Rolle            |
| ------------------ | ---------------- |
| Jason Priestly     | Brandon Walsh    |
| Shannen Doherty    | Brenda Walsh     |
| Jennie Garth       | Kelly Taylor     |
| Ian Ziering        | Steve Sanders    |
| Gabrielle Carteris | Andrea Zuckerman |
| Luke Perry         | Dylan McKay      |
| Brian Austin Green | David Silver     |
| Douglas Emerson    | Scott Scanlon    |
| Christine Elise    | Emily Valentine  |
| Tori Spelling      | Donna Martin     |
| Carol Potter       | Cindy Walsh      |
| James Eckhouse     | Jim Walsh        |

### Tilbagevendende medvirkende
| Skuespiller   | Figur         |
| ------------- | ------------- |
| Joe E. Tata   | Nat Bussichio |
| Ann Gillespie | Jackie Taylor |